# Ян Гошек
Ян Гошек (чеськ. Jan Hošek, нар. 1 квітня 1989, Нирско) — чеський футболіст, захисник клубу «Бад-Кецтінг».
Виступав, зокрема, за клуби «Славія» та «Тепліце», а також молодіжну збірну Чехії.
Чемпіон Чехії.

## Клубна кар'єра
Народився 1 квітня 1989 року в місті Нирско.
У дорослому футболі дебютував 2008 року виступами за команду «Славія», в якій провів два сезони, взявши участь в 11 матчах чемпіонату. За цей час виборов титул чемпіона Чехії.
Згодом з 2010 по 2013 рік грав у складі команд «Тепліце», «Сениця», «Тепліце», «Краковія» та «Банік».
Своєю грою за останню команду знову привернув увагу представників тренерського штабу клубу «Тепліце», до складу якого повернувся 2013 року. Цього разу відіграв за команду з Тепліце наступні два сезони своєї ігрової кар'єри.
Протягом 2016—2021 років захищав кольори клубів «Карвіна», «Тепліце», «Банік», «Опава», «Тепліце» та «Арка».
До складу клубу «Бад-Кецтінг» приєднався 2021 року. 

## Виступи за збірні
У 2009 році дебютував у складі юнацької збірної Чехії (U-20), загалом на юнацькому рівні взяв участь у 3 іграх.
Протягом 2009–2011 років залучався до складу молодіжної збірної Чехії. На молодіжному рівні зіграв у 9 офіційних матчах.

## Титули і досягнення
- Чемпіон Чехії (1):

«Славія»: 2008-2009